# Ninja Turtles: The Next Mutation
Ninja Turtles: The Next Mutation (NT:TNM) was een kort lopende Amerikaanse live-actiontelevisieserie geproduceerd door Saban Entertainment, het bedrijf dat vooral bekend is van monsterhits als Power Rangers en Beetleborgs. De serie was losjes gebaseerd op de Teenage Mutant Ninja Turtles-strips van Mirage Studios.
De serie werd gemaakt op dezelfde manier als de eerste drie films van de Turtles, met acteurs in kostuums. De serie liep 26 afleveringen en werd uitgezonden op het Fox Kids-netwerk. In Nederland werd de serie rond 2000 uitgezonden, ook door Fox Kids.

## Achtergrond
De serie voegde veel nieuwe elementen toe aan de TMNT-saga, waaronder een nieuwe Turtle en nieuwe vijanden. In plaats van the Shredder vochten de Turtles tegen een leger van mensachtige draken genaamd 'The Rank', geleid door de kwaadaardige Dragonlord.
De serie werd voordat hij in première ging aangekondigd als een voortzetting van de eerste animatieserie, maar al snel werd duidelijk dat dit niet het geval was. In plaats daarvan volgt de serie meer de continuïteit van de drie live-actionfilms. De Turtles woonden in de serie namelijk in hetzelfde verlaten treinstation als in de tweede en derde film. Toch zien de meeste fans de films en de serie als twee losse incarnaties die niets met elkaar te maken hebben. Argumenten hiervoor waren dat Shredder in de serie nog leefde (terwijl hij in de tweede film stierf) en dat April O'Neil en Casey Jones niet voorkwamen in de serie. De twee personages stonden echter wel gepland voor een eventueel tweede seizoen.

## Rolverdeling
- Leonardo: Gay Khouth
- Michaelangelo: Jarreed Blancard
- Donatello: Ricard Yaw
- Raphael: Mitchell A. Lee Yuen
- Venus de Milo: Nicole Parker
- Splinter: Fiona Scotty
- Stem van Leonardo: Michael Dobson
- Stem van Michaelangelo: Kirby Morrow
- Stem van Donatelo: Jason Gray-Stanford
- Stem van Raphael: Matt Hill
- Stem van Venus: Lalainia Lindbergh
- Stem van Splinter: Stephen Mendel
- Silver: Gary Chalk
- Monkey Thief Mick: Michael Dobson
- Monkey Thief Dick: Ronnie Way
- Chi Chu: Lauren Attadia, Sherry Thorson
- Vam-Mi: Saffron Henderson
- Bonesteel: Scott McNeil
- Bing: Colin Musback, Justin Soon
- Chung I: Chong Tseng

## Venus de Milo
De meest kenmerkende toevoeging van de serie aan de Turtle-saga was de introductie van een vijfde Turtle. Deze vrouwelijke Turtle genaamd Venus de Milo (letterlijk vertaald Venus van Milo) was ervaren in de mystieke kunsten van de shinobi. Vaak werd haar vechtkunst echter verward met kungfu vanwege de vele technieken en wapens die ze gebruikte. Veel fans vonden haar maar niets.
Destijds werd beweerd dat Fox Venus bedacht had en Kevin Eastman en Peter Laird, de bedenkers van de originele Turtles, had gedwongen om haar in de serie op te nemen. Hoewel beiden tegen het idee van een vrouwelijke Turtle waren, gingen ze toch in op Fox' eisen. Er zijn echter ook geruchten dat Venus is bedacht door Kevin Eastman. Het is niet bekend of dit echt zo is, maar Eastman is wel een van de weinigen die een positieve mening heeft over het personage. Peter Laird haatte Venus.

## Einde van de serie
De serie eindigde al na één seizoen in de zomer van 1998. Volgens fans was dit omdat Saban en Fox niet langer bereid waren Mirage Studios, dat de rechten op de Turtles bezat, te betalen voor het gebruik van de Turtles. Kort na het stopzetten van de The Next Mutation waren er plannen voor een animatieserie gebaseerd op deze serie, maar deze is nooit gemaakt.

## Trivia
- De premiejager Bonesteel werd gespeeld door de bekende stemacteur Scott McNeil. Dit was de eerste keer dat hij iets deed voor een live-actionserie.

- Omdat nunchaku's verboden zijn in verschillende landen gebruikte Michelangelo in deze serie een paar tonfa als wapens.

- Michelangelo had in de serie een radioshow getiteld 'Sewer Hour', die werd uitgezonden op een piratenzender.

- Een film, actiefiguurtjesset en stripboekserie gebaseerd op TMNT:TNM werden aangekondigd, maar alleen het speelgoed werd daadwerkelijk gemaakt (en slechts in beperkte oplage).

- De vijf Turtles uit deze serie hadden een gastoptreden in Sabans meest bekende serie: Power Rangers. In de aflevering Shell Shocked van het In Space-seizoen werden de Turtles gevangen en gehersenspoeld door Astronema om tegen de Rangers te vechten. Later werd deze hersenspoeling verbroken en vochten de twee teams samen tegen Astronema's leger.